# Ryan Cochrane (nadador)
Ryan Cochrane (Victoria, 29 de octubre de 1988) es un nadador canadiense y medallista olímpico en los Juegos Olímpicos de Pekín 2008 y en los Juegos Olímpicos de Londres 2012.

## Biografía
Compitió por primera vez a los 16 años de edad en los Juegos de Canadá de 2005 celebrados en Regina, Canadá. Ganó un total de cinco medallas, siendo dos de ellas de oro. Tres años después hizo su primera aparición en unos Juegos Olímpicos. Participó en los Juegos Olímpicos de Pekín 2008 en la modalidad de  400 m libre, donde hizo un tiempo de 3:44.85 en las series, llevándole al noveno puesto y privándole de disputar la final. También compitió en los 1500 m libre, donde hizo un tiempo de 14:40.84 en las series, tiempo que conllevó a romper el récord olímpico de dicha modalidad. El récord sin embargo le duró poco tiempo, ya que Grant Hackett se lo arrebató a los pocos minutos. Finalmente ganó en la prueba la medalla de bronce. Un año después participó en el Campeonato Mundial de Natación de 2009, consiguiendo una medalla de bronce y otra de plata. Dos años más tarde nadó en el Campeonato Mundial de Natación de 2011, donde se hizo con dos medallas de plata, en las modalidades de 800 y 1500 m libre. Unos meses después volvió a participar en unos Juegos Olímpicos, los Juegos Olímpicos de Londres 2012. En la prueba de 1500 m libre y con un tiempo de 14:39.63 ganó la medalla de plata. En 2013 participó en el Campeonato Mundial de Natación de 2013 haciéndose con una medalla de plata y otra de bronce en las pruebas de 1500 y 800 m libre respectivamente.
Un año después en Glasgow fue el lugar de los Juegos de la Commonwealth 2014, donde consultaron Cochrane para defender sus dos títulos en los eventos de 400 metros y 1500 metros de altura. Cochrane ganó el estilo libre de 400 metros a la mitad de un segundo y después de haber atado después del año 1200 metros en el estilo libre de 1500 metros Cochrane terminó defendiendo con éxito en este título con un margen seguro también. Él declaró que creía que se trataba de una de sus últimas grandes competiciones y sabiendo que podía contar con sus grandes carreras por un lado, empujado por el dolor de la doble repetición.[15]
Nadar en el estilo libre de los 400 metros en el Campeonato Mundial de Natación de 2015 Cochrane fue sorprendido con una medalla de bronce en su caso más corto, normalmente no es el caso más fuerte. A continuación en el evento de estilo libre de 800 metros se sorprendió de nuevo, aunque esta vez fue negativamente cuando no pudo clasificarse para la final en el evento en cuando los siete nadadores se hundieron 07:50. Después de haber dicho "Las pruebas de larga distancia son cada vez más y más rápido. Los calores me sentí más como una semifinal. Pensé que había hecho lo suficiente para llegar a la final y obviamente estoy decepcionado."[16] A pesar de este mal resultado Cochrane hizo un seguimiento con otra de bronce en su caso preferida de 1.500 metros, el último evento importante hasta los Juegos Olímpicos de 2016.